# 日本の漆器

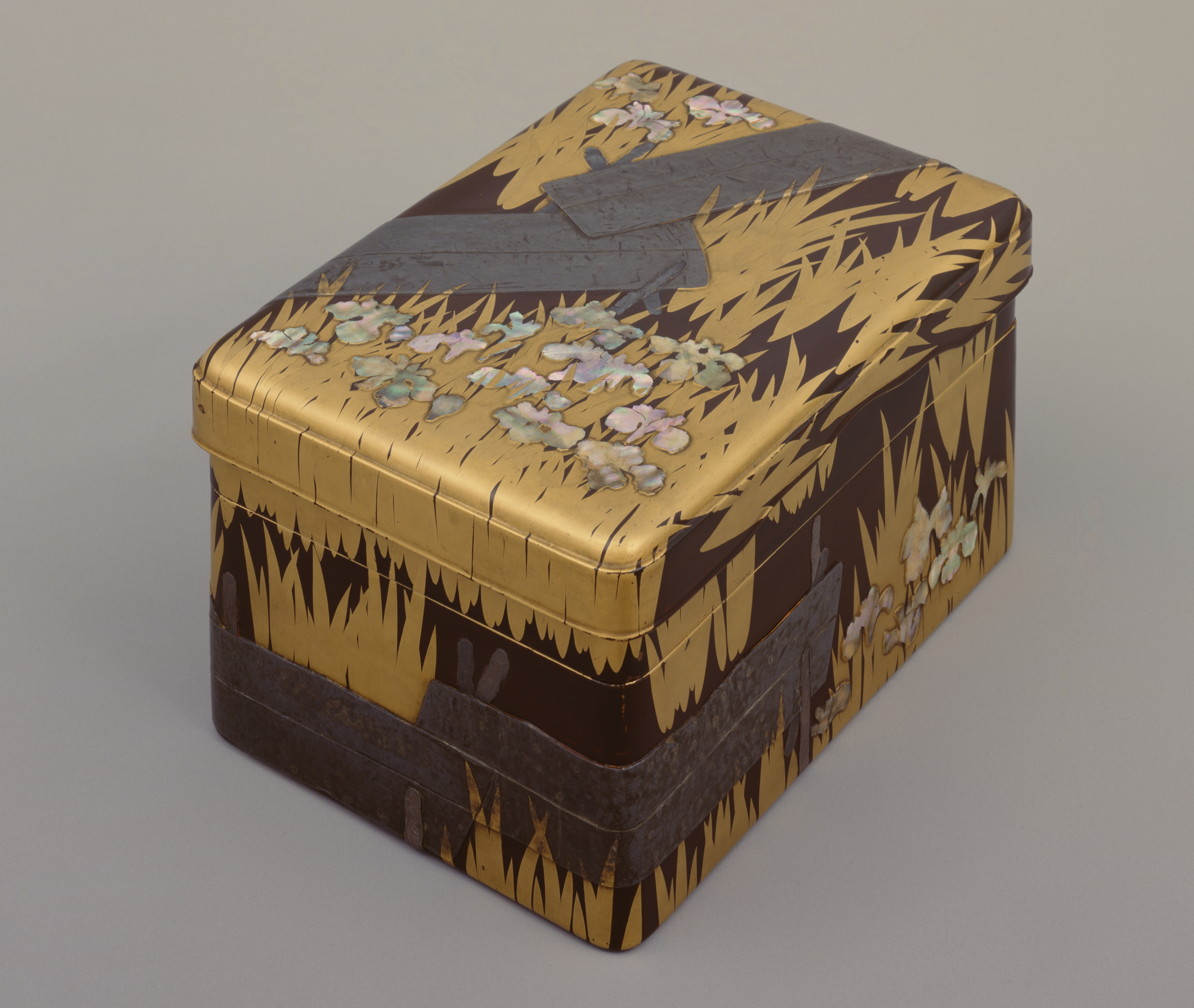
八橋蒔絵螺鈿硯箱、尾形光琳作、江戸時代、18世紀、国宝、東京国立博物館蔵

日本の漆器（にほんのしっき）は、郷土の文化また地方産業として古くから国内で親しまれてきた。生活用品はもちろん、より一層の意匠を凝らした漆器は人々の目を楽しませ芸術品として高く評価される。この記事では日本の漆器の歴史と生産地について記述する。

## 歴史

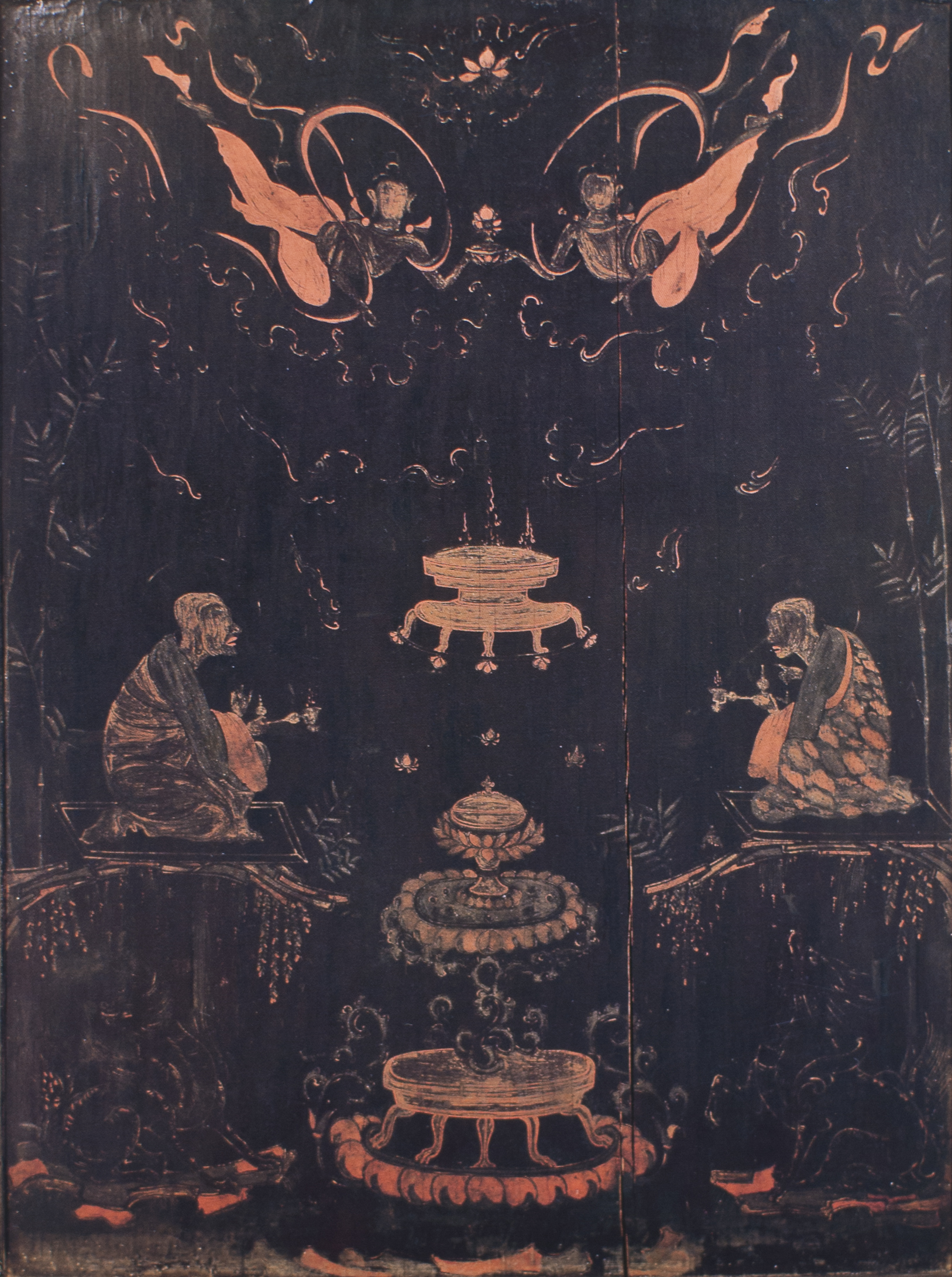
法隆寺の玉虫厨子の漆板、飛鳥時代、7世紀、国宝

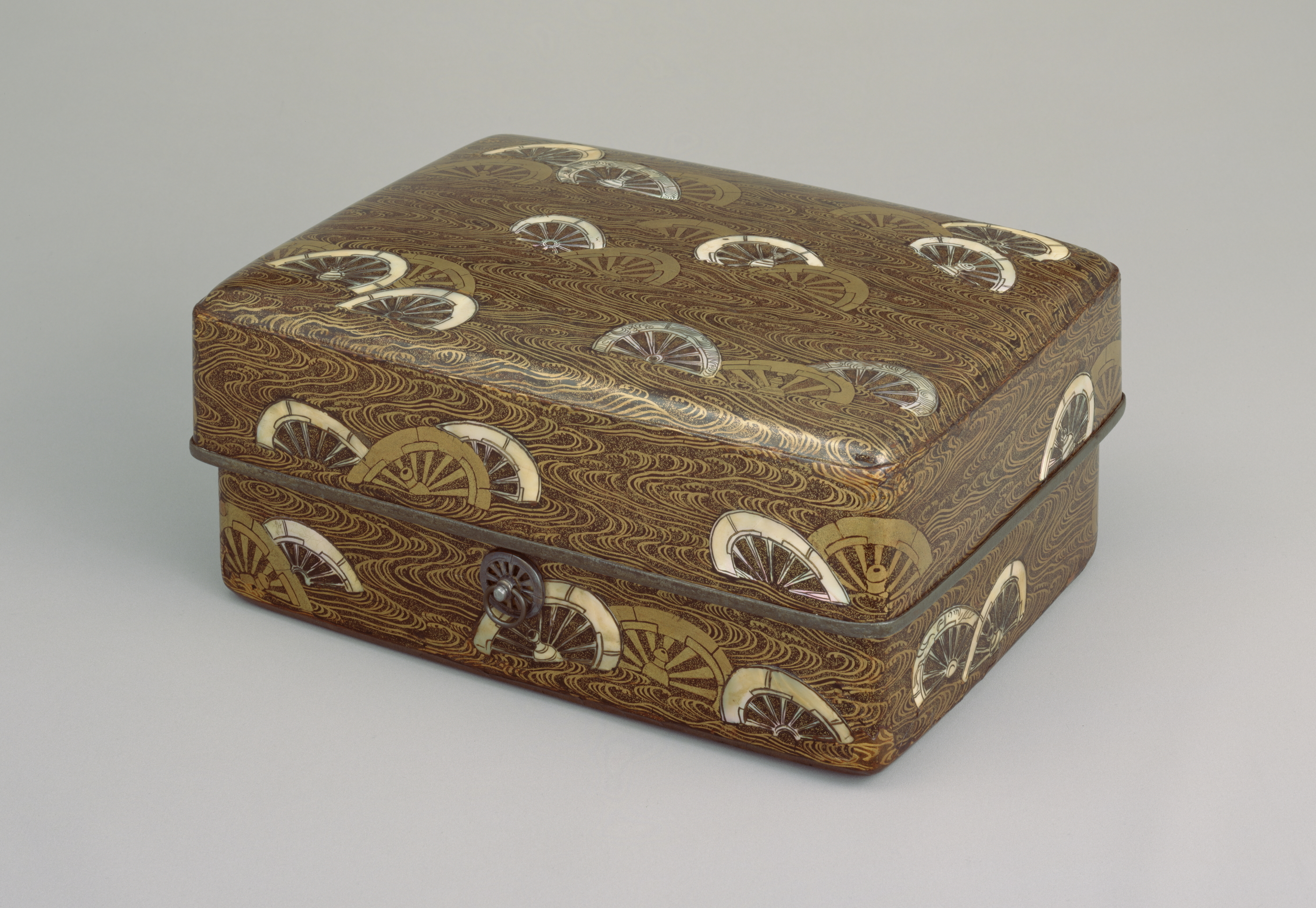
片輪車蒔絵螺鈿手箱、平安時代、12世紀、国宝、東博蔵

イエズス会の求めに応じて製作された花鳥蒔絵螺鈿聖龕、安土桃山時代、16世紀、重要文化財、九博蔵

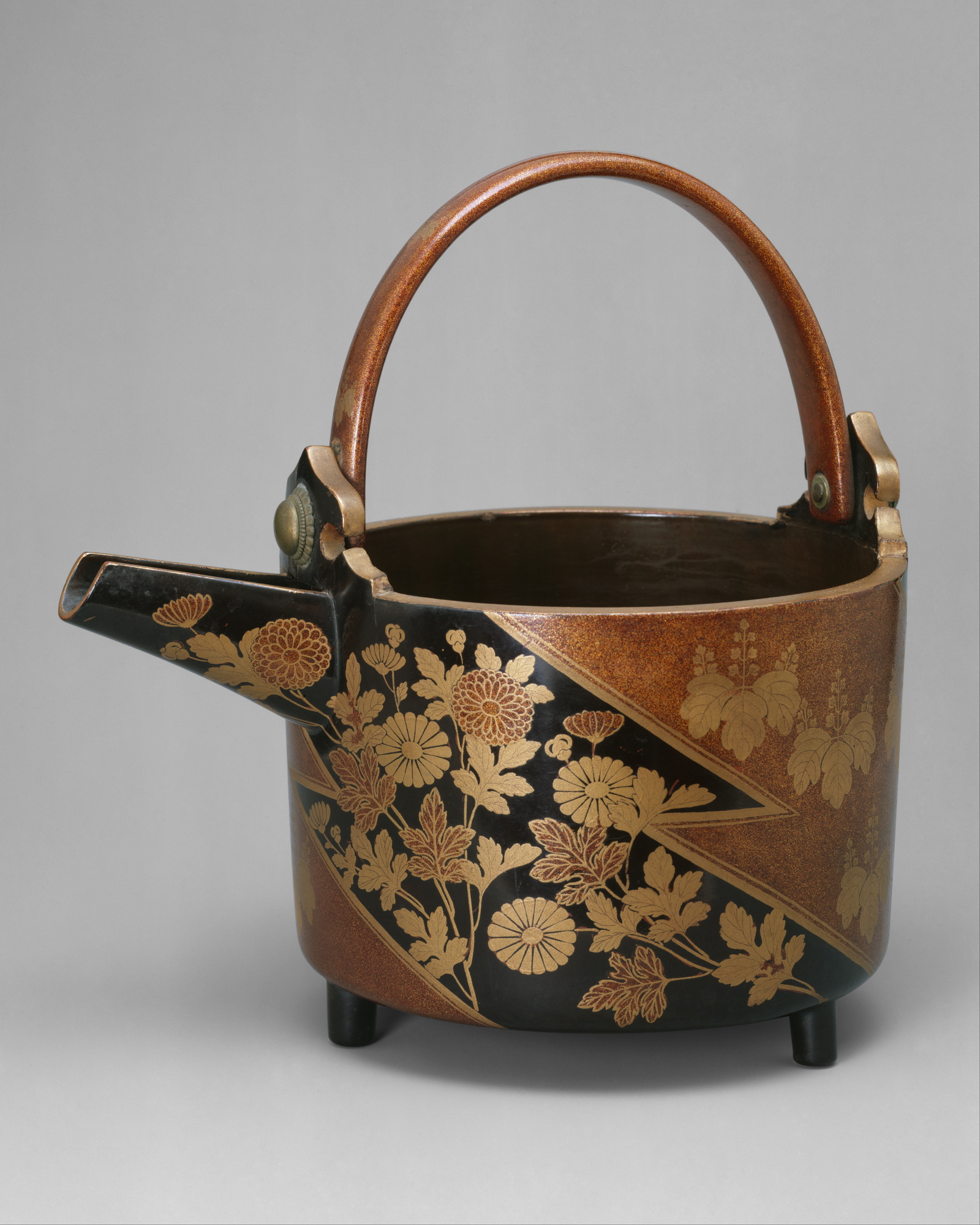
菊と桐紋が描かれた高台寺蒔絵の提子（ひさげ）酒器、安土桃山時代、17世紀初頭、MET蔵

古くは縄文時代から漆を使用し、現在に至るまで欠かさず、多くの漆器が存在する。
漆器は中国発祥で技術は漆木と共に大陸から日本へ伝わったと考えられていた。ところが、北海道函館市南茅部地区から出土した漆の装飾品6点が、米国での放射性炭素年代測定により、中国の漆器（7400年前）を大幅に遡る約9000年前（縄文時代早期前半）の装飾品であると確認された。
さらに、福井県(鳥浜貝塚)で出土した漆の枝は、放射性炭素 (C14) 年代測定法による分析の結果、世界最古の約1万2600年前（縄文時代草創期）のものであると確認され、漆木はこの頃すでに存在していたことが証明された。同遺跡からは技術的に高度な漆工品「赤色漆の櫛」も出土、 この他、漆工品も含めた木材加工の関連品が多数発見されている。
また、縄文時代の集落と生活様式の変遷が確認できる垣ノ島遺跡からは、赤漆を染み込ませた糸で加工された装飾品の他に、黒漆の上に赤漆を塗った漆塗りの注口土器なども発見されている。
こういった遺構、遺品から、日本では縄文時代草創期にはウルシを生育していたと考えられている。
飛鳥時代に作られた古代の漆工の傑作として有名なのが法隆寺の玉虫厨子である。諸説あるが、奈良時代の正倉院宝物の「金銀鈿荘唐大刀」の鞘の金の装飾「末金鏤（まっきんる）」が日本における蒔絵技法の起源に繋がっていると考えられている。正倉院宝物の95%は外国風のデザインを施した国産品であるが、鞘の部分が日本産であったか唐産であったかは不明である。また奈良時代には螺鈿が唐から輸入され、琥珀や鼈甲と組み合わせて楽器などの装飾に使用された。
平安時代以降は、日本独自の蒔絵の様々な技法が開発されて螺鈿と共に技術が急速に向上し、漆工の装飾技法として併用が盛んに行われ、この後の日本の漆器の製法やデザインの方向性が決定づけられた。この時期に研出蒔絵が開発されて完成し、平安時代後期には平蒔絵も開発された。
武士が台頭する鎌倉時代になると漆は鞍の装飾として人気を博した。またこの時期に宋から彫漆の一種の堆朱が輸入されたが、より簡便に似たような立体造形の漆器を作り出すために、日本の職人は全く異なる製法の鎌倉彫を生み出した。この時期に平蒔絵が完成し、高蒔絵が開発された。
南北朝時代には茶道の前身である闘茶が盛んになり、木製漆器の薄茶器が作られるようになる。特に、後醍醐天皇が考案したとされる薄茶器「金輪寺」は格式の高い薄茶器とされる。戦国時代の間には茶道が確立され、「棗」、「薬籠」などの漆器がその茶器として用いられるようになった。この室町時代に、蒔絵の代表的な技法のうち最も複雑な肉合研出蒔絵が開発されたほか、高蒔絵の一種の錆上高蒔絵が開発された。
安土桃山時代にはヨーロッパとの南蛮貿易によって漆器産業は急成長し、「南蛮漆器」と呼ばれる螺鈿と蒔絵の技術を使った輸出用のヨーロッパ風の品物（例えば箪笥やコーヒーカップなど）が多く作られた。また欧州から来日した宣教師の求めに応じて日本の漆工家たちは大型の西洋式の櫃や教会の調度品を作って輸出した。これらの品物はヨーロッパでは一つのステータス・シンボルとなる高級品として非常に人気があった。漆器が大量生産されたため、この時代の代表的な漆器の高台寺蒔絵には主に平蒔絵の技法が使われていた。
江戸時代には藩の産業として奨励された漆工が発展する。会津塗、輪島塗、津軽塗などが特に有名である。本阿弥光悦や尾形光琳などの琳派の作家は屏風のデザインや古典作品のイメージを漆器の箱や棚にも応用し、遊び心のあるデザインの漆工品を作った。この時代には男性の装身具として印籠が流行り、漆で精緻なデザインが施されたものが大量に作られた。天下泰平を迎え、刀剣の鞘や甲冑がより豪華に漆で装飾されるようになった。この時代に生きたマリー・アントワネットやマリア・テレジアは日本の漆工をコレクションしていた。鎖国政策が敷かれていたものの、オランダ商館などを通じての貿易品の生産も一部行われていた。この時期には、経済の発展に伴い肉合研出蒔絵が流行した。
幕末から明治に入ると殖産興業の一環として国の威信をかけて輸出用の極めて高度な漆工品が作られた。例えば江戸時代に誕生した、貝や金銀の切金を細かい模様にして研ぎだした杣田細工や、漆に様々なものを象嵌してカラフルに飾った芝山細工はますます美的に洗練されて精巧になり海外に輸出された。明治政府は欧米で開催される万国博覧会に七宝焼や陶磁器と共に漆器も出展させて輸出を後押しした。この時期の漆工家としては帝室技芸員になった柴田是真、川之邊一朝、白山松哉、池田泰真などが有名であり、特に柴田是真が海外で人気がある。漆工品に限らずこの時期の優れた工芸品の多くが輸出されたため、メトロポリタン美術館、大英博物館、ヴィクトリア&アルバート博物館などの外国の博物館や美術館には、印籠などの相当数の漆工品が収蔵されている。また、日本美術のうち明治工芸は外国人コレクターに最も人気がある分野であり、ハリリコレクションが高名である。
1937年（昭和13年）8月20日、大蔵省は戦時経済体制の強化を図るために金の使用規則を改正。漆器に使用してきた金箔、金糸、金粉についても使用は原則禁止され、使用は大蔵大臣の許可を要することとなった。戦後の混乱期も含めて技術継承が困難な時期を迎えた。
第2次世界大戦後、幕末から明治にかけての極めて高度な漆工は、日本人の生活の西洋化や殖産興業政策の終了により失われたが、国は人間国宝に漆工家を認定するなどしてその振興を図っている。漆工家の人間国宝としては松田権六や室瀬和美が有名である。また北村辰夫率いる漆工工房「雲龍庵」は、幕末から明治にかけての極めて高度な漆工の再現に成功し、世界中の富裕層のコレクターに漆工品を販売している。海外に流出していた幕末から明治にかけての最高品質の漆工品については、1980年代から村田理如が積極的に買い戻して収集し、2000年に清水三年坂美術館を開設した。同館の設立以降、各地の博物館や美術館で漆工品を含めた明治工芸の展覧会が巡回するようになり、テレビや美術誌などのメディアでも明治工芸が取り上げられるようになり、日本における明治工芸の再評価が飛躍的に進んでいる。

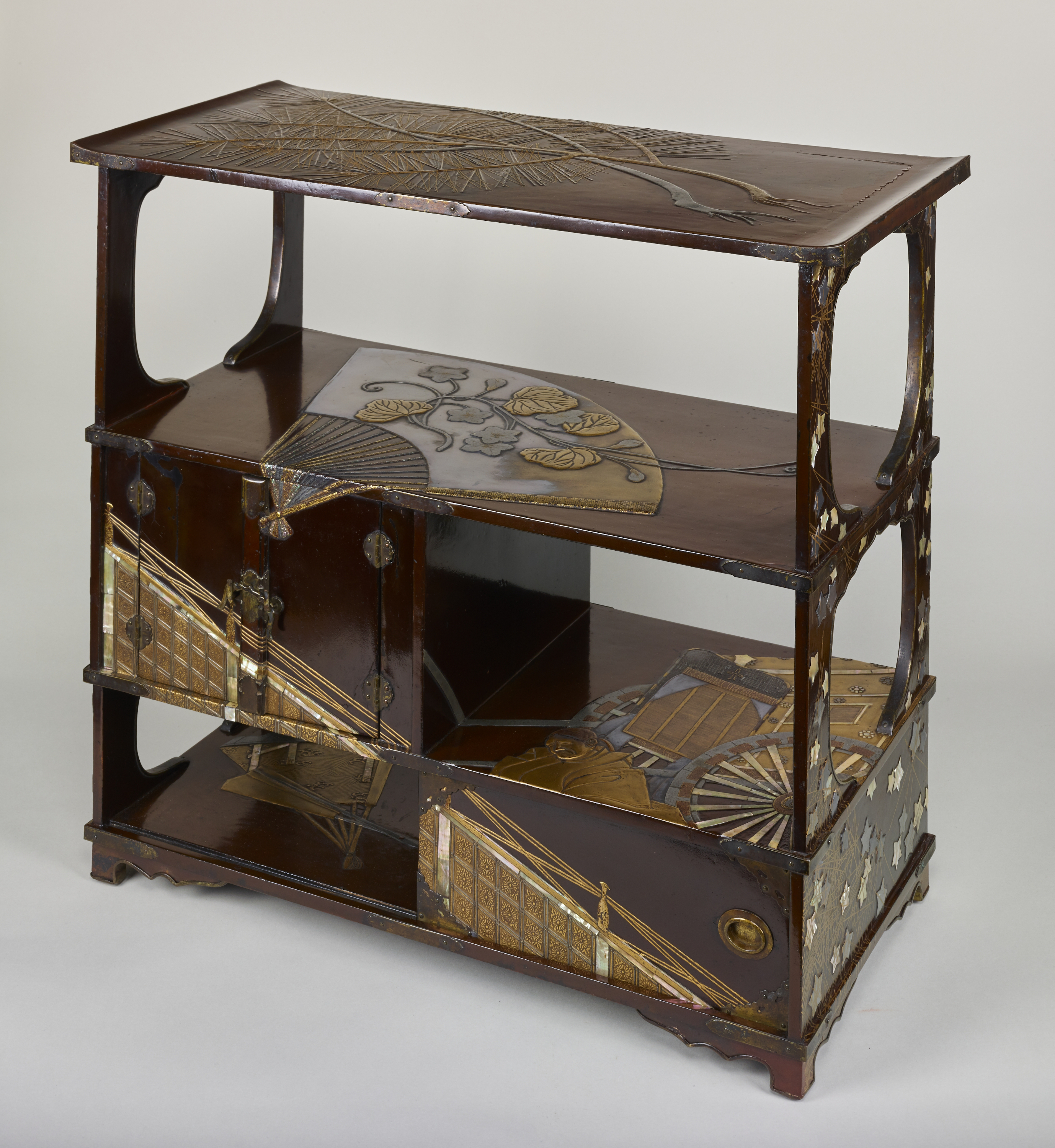
源氏物語をテーマにした子日蒔絵棚、伝本阿弥光悦作、重要文化財、江戸時代、17世紀、東京国立博物館蔵
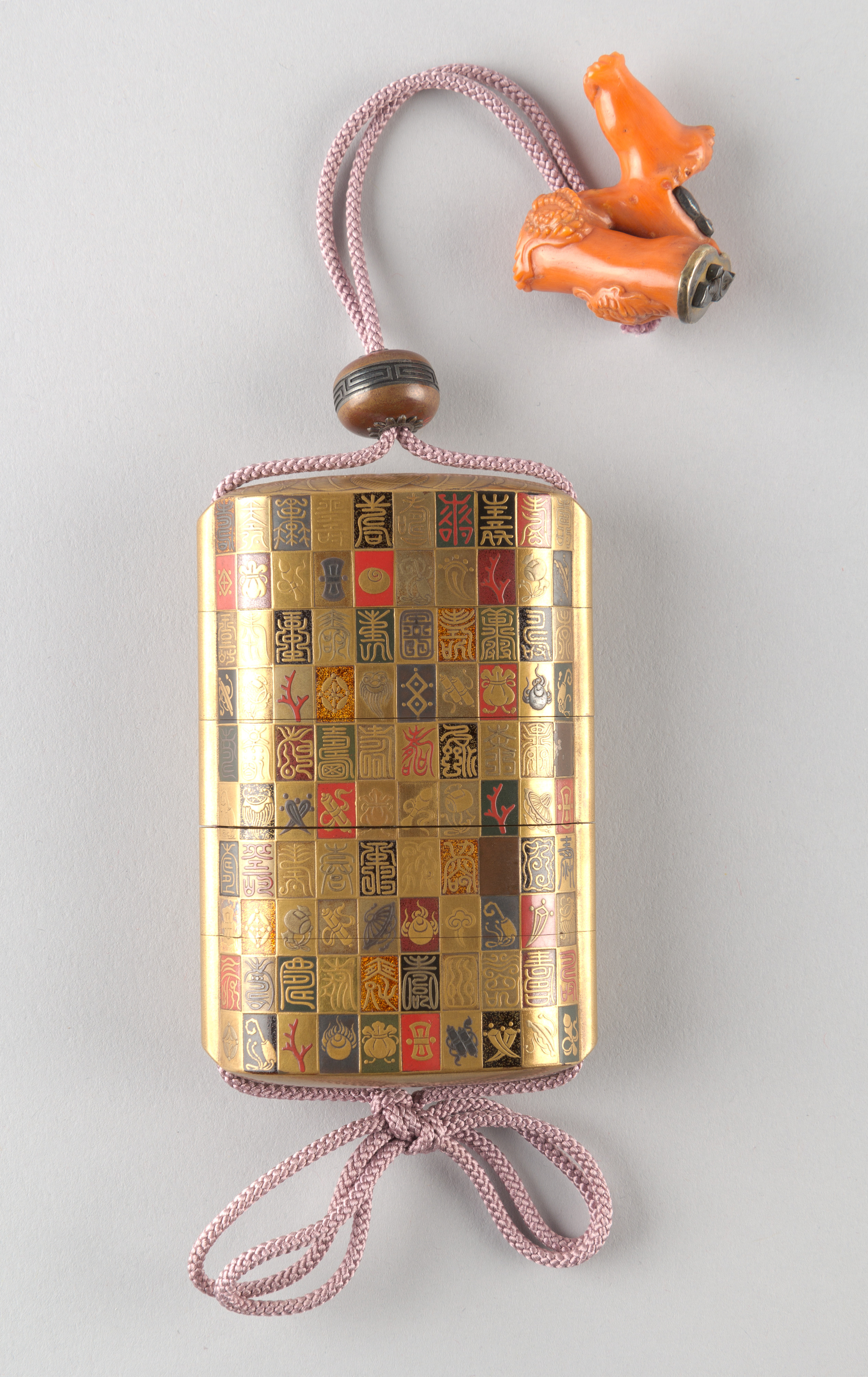
壽字吉祥文蒔絵印籠、江戸時代、18世紀、メトロポリタン美術館
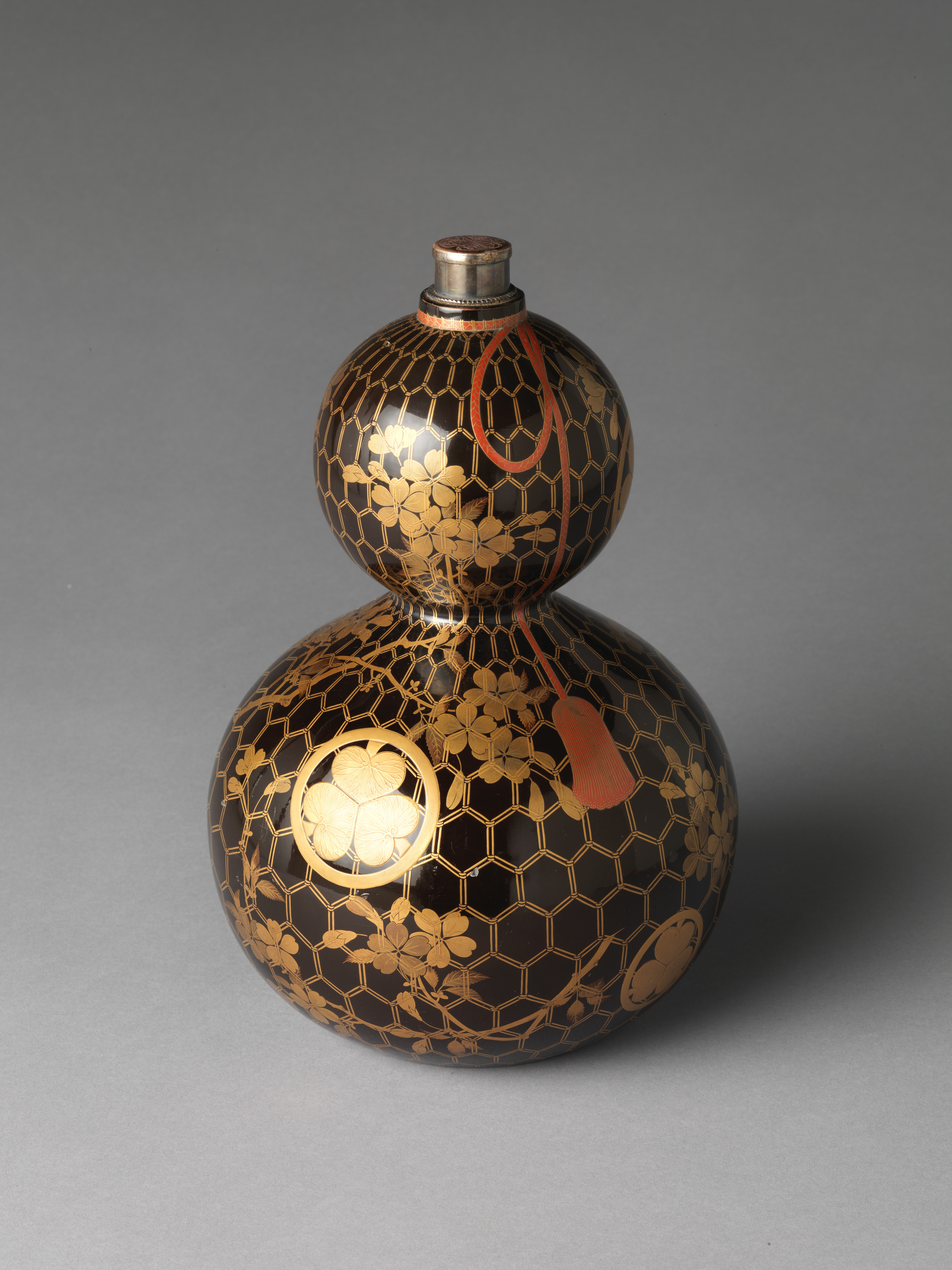
徳川氏の三つ葉葵紋が描かれたひょうたん型の酒器、江戸時代、18世紀、メトロポリタン美術館蔵
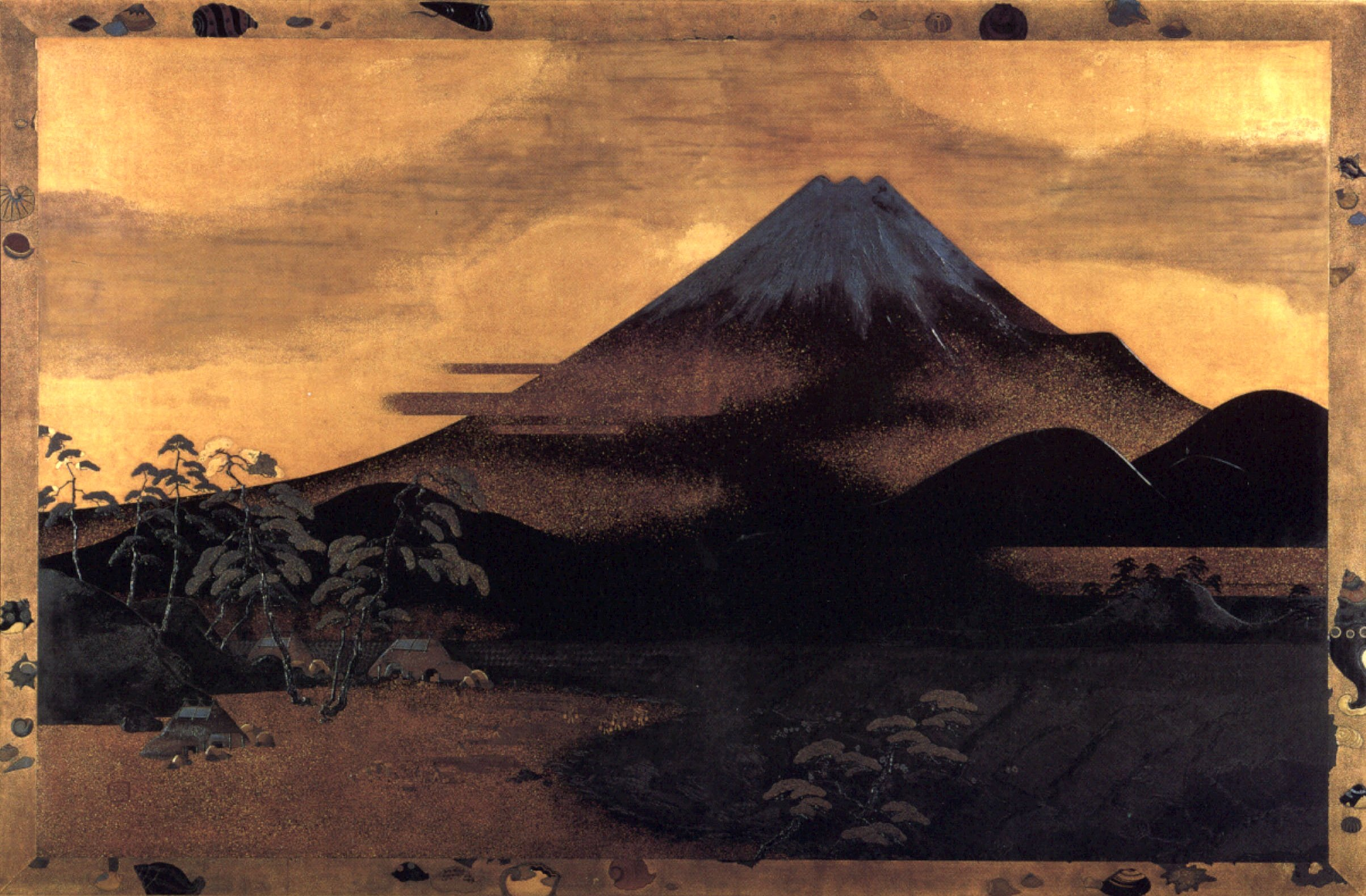
富士田子浦蒔絵額面、柴田是真作、明治時代、1872年
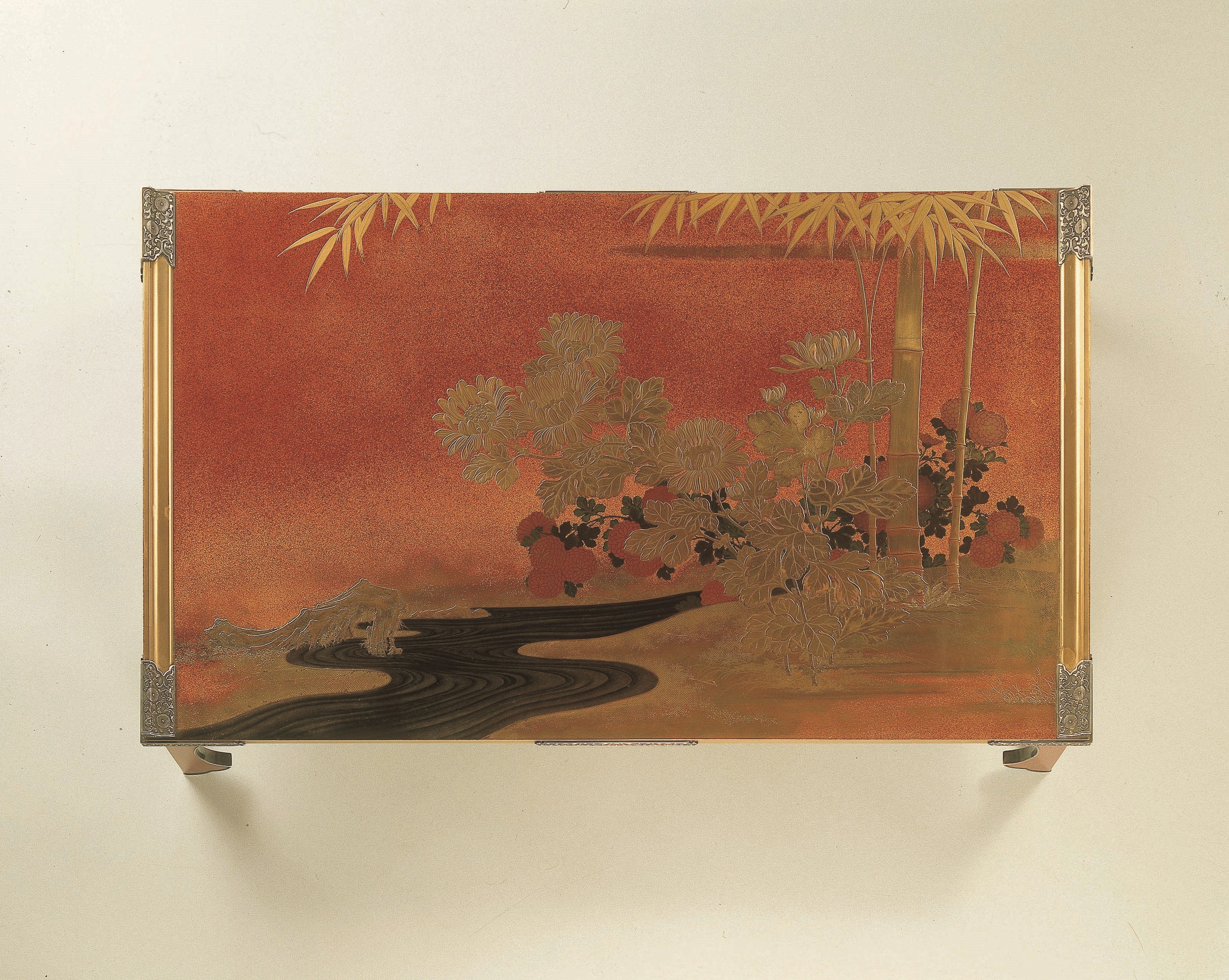
白山松哉作の文台、明治時代、19世紀、ハリリコレクション蔵
蒔絵螺鈿有職文飾箱、松田権六、昭和時代、1960年、国立工芸館蔵

## 作例と技法の画像

作例
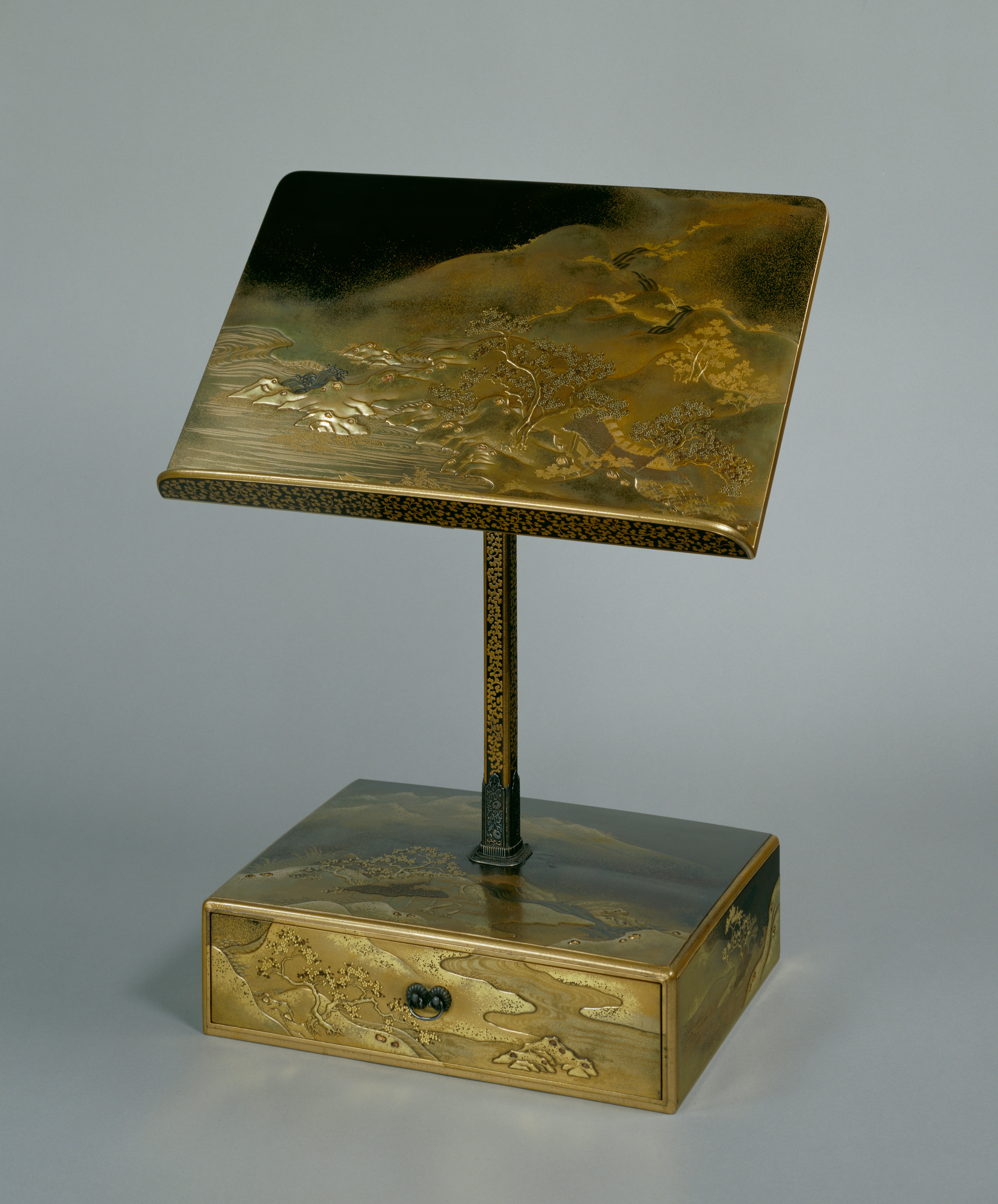
吉野山蒔絵見台、江戸時代、18世紀、東京国立博物館蔵
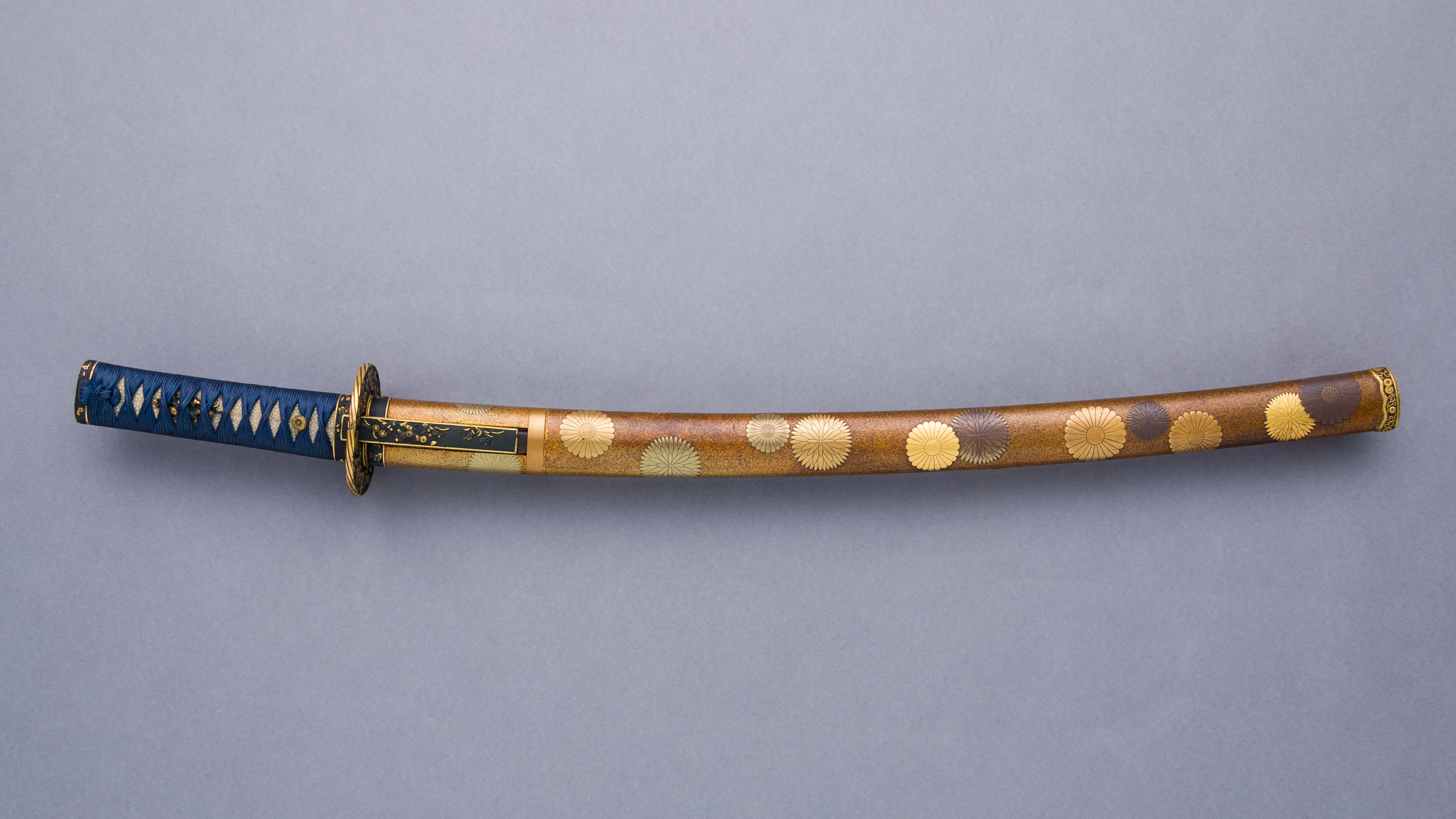
脇差の拵え、江戸時代、18世紀（刀身は相州房宗作、15世紀後半から16世紀前半）、メトロポリタン美術館蔵
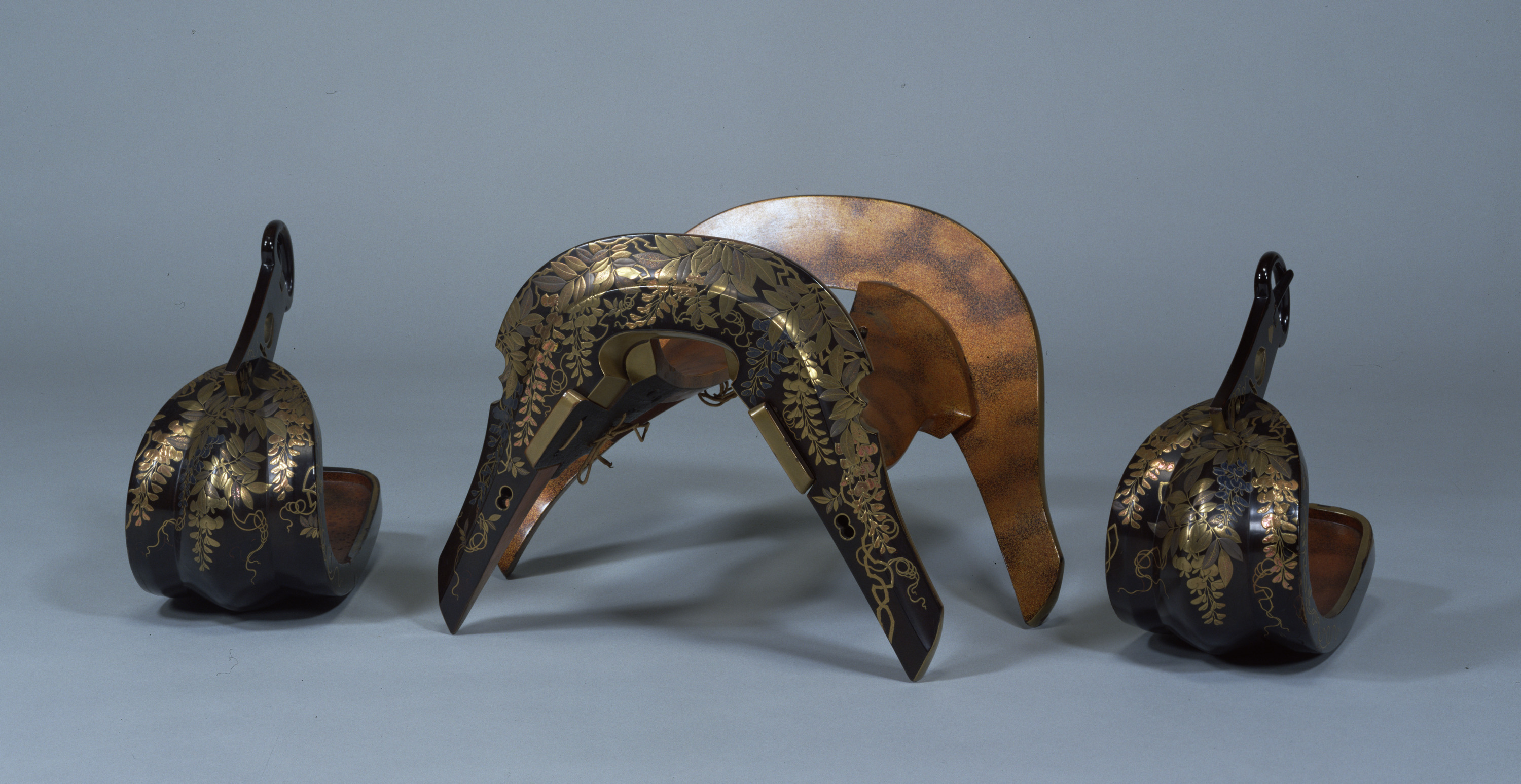
藤蒔絵鞍鐙、江戸時代、18世紀、東京国立博物館蔵
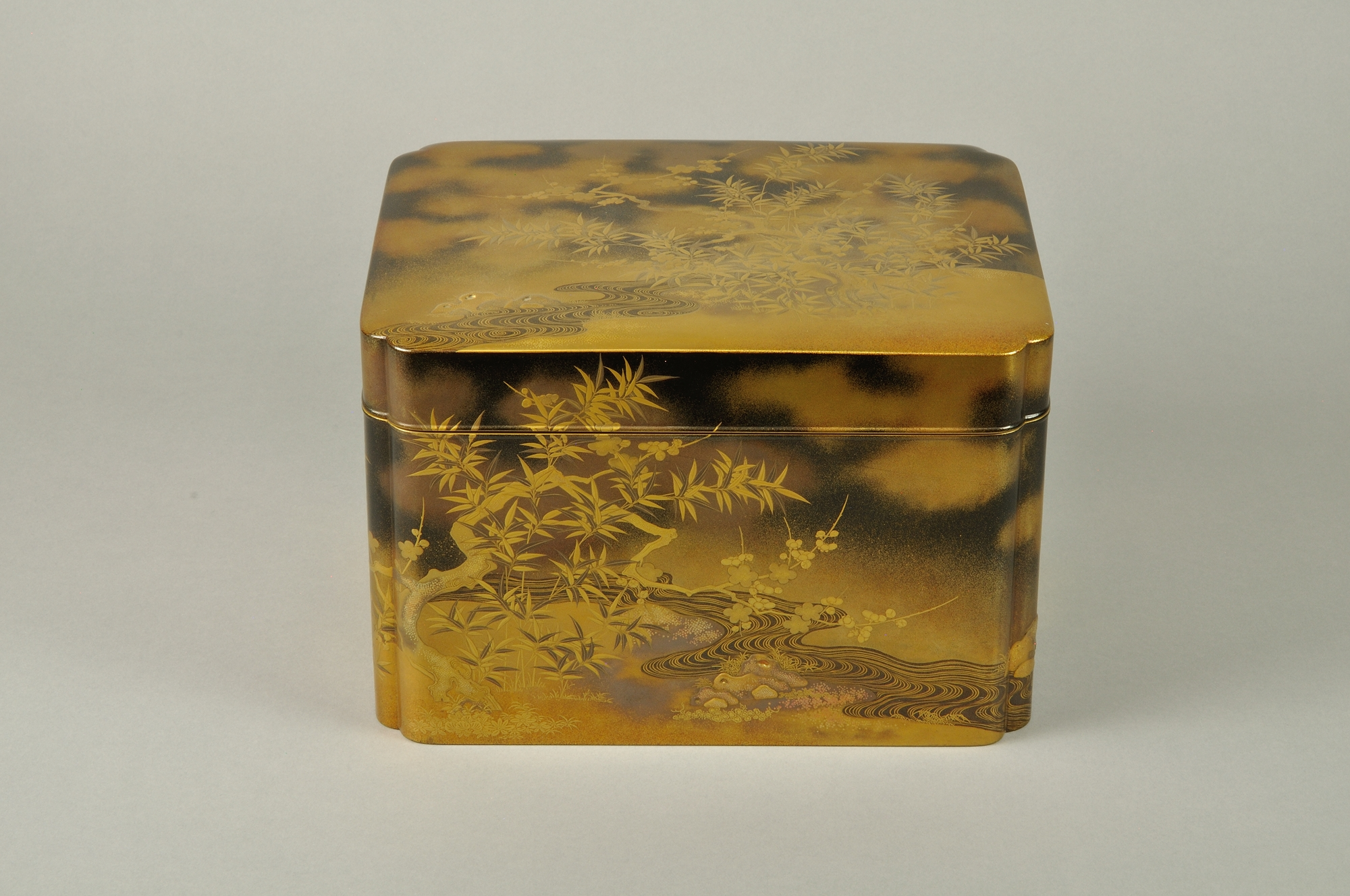
梅と竹が描かれた蒔絵香箱、江戸か明治時代、19世紀、メトロポリタン美術館蔵
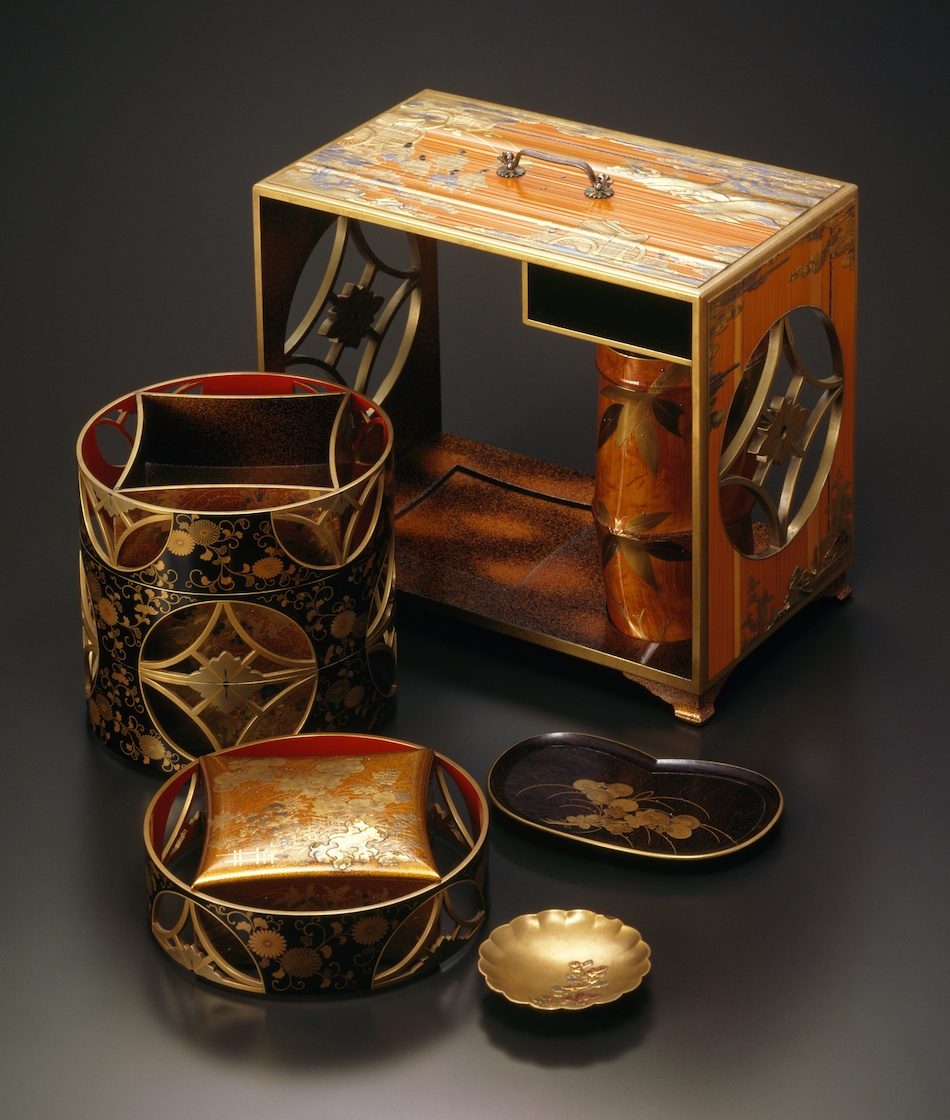
竹貼源氏蒔絵提重、江戸か明治時代、19世紀、東京富士美術館蔵
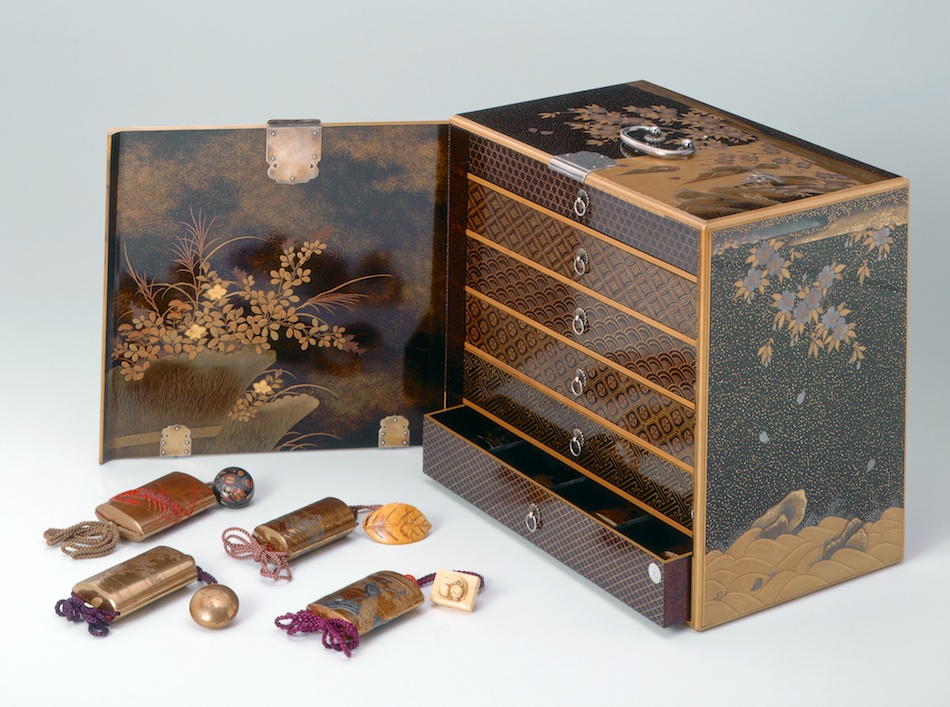
布引瀧蒔絵印籠箪笥、江戸か明治時代、19世紀、東京富士美術館

技法
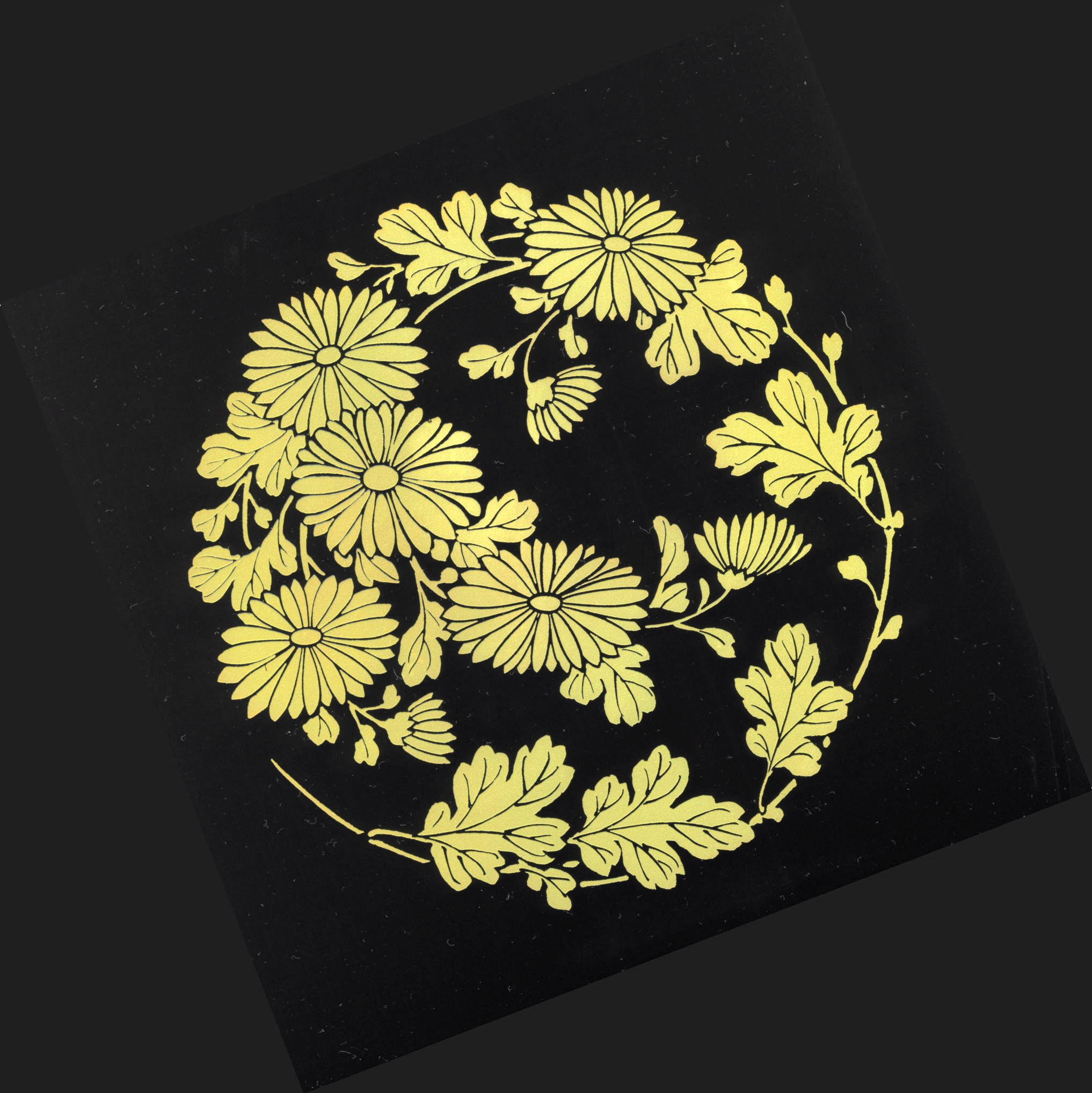
漆器の板屏風に、蒔絵の技法で描かれた菊。
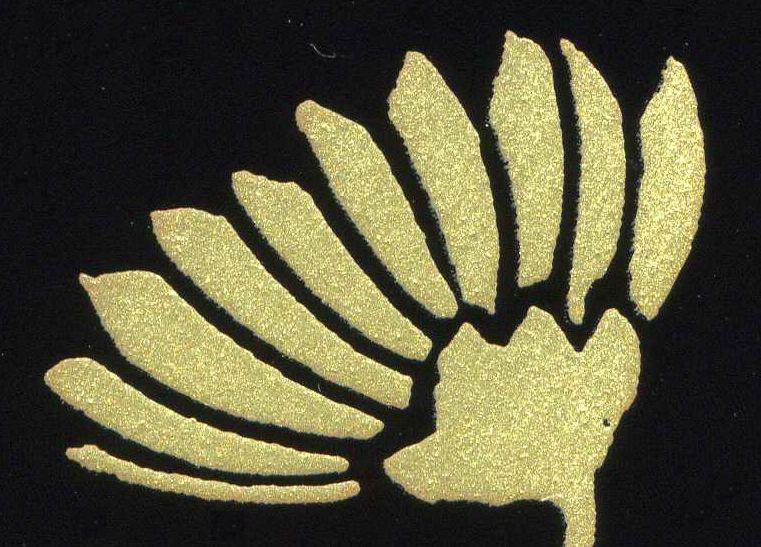
蒔絵（拡大画像）。黒漆の上に、金粉を盛り上げて菊花を描いている。
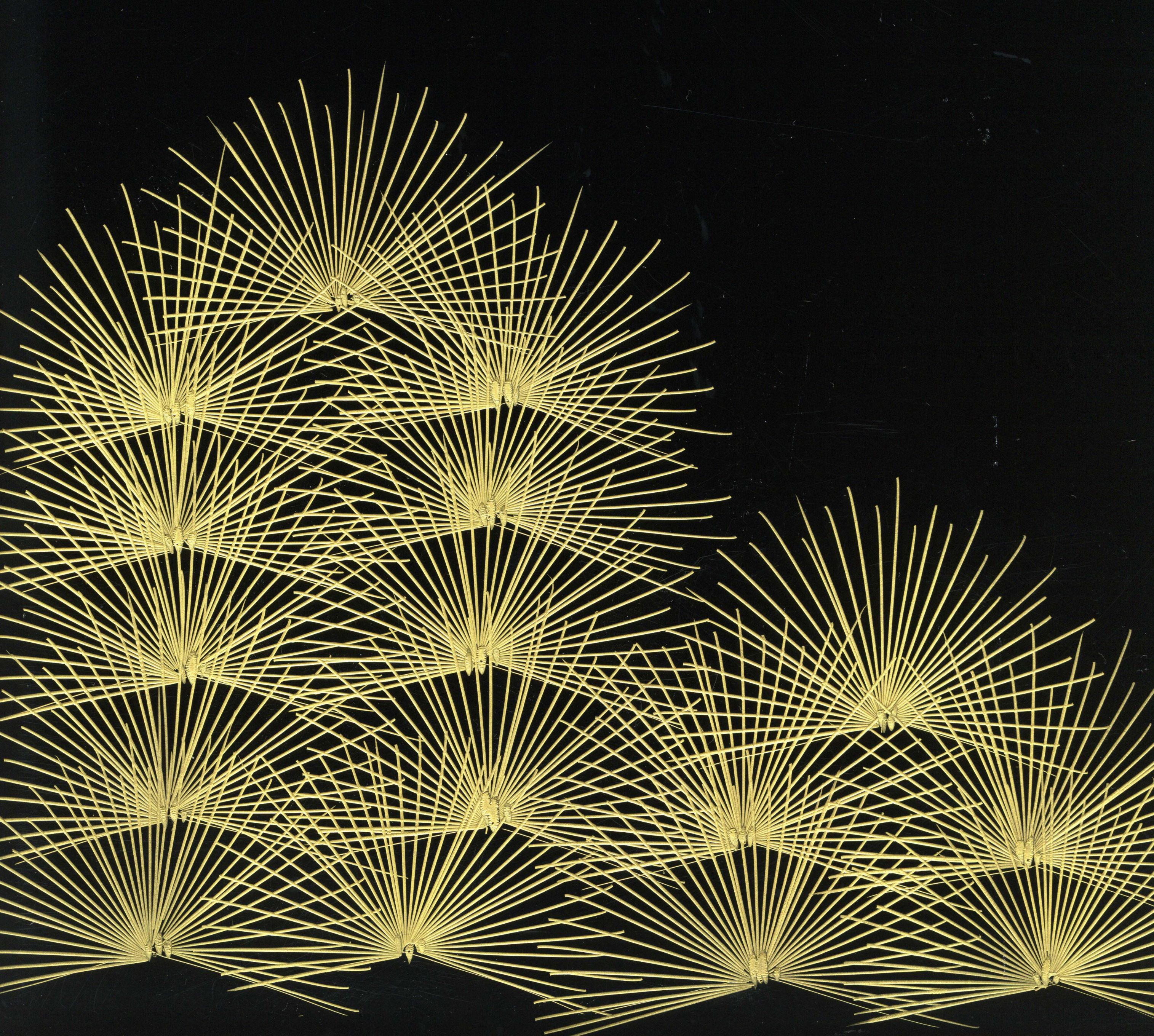
漆器の文箱に、沈金の技法で描かれた松葉。
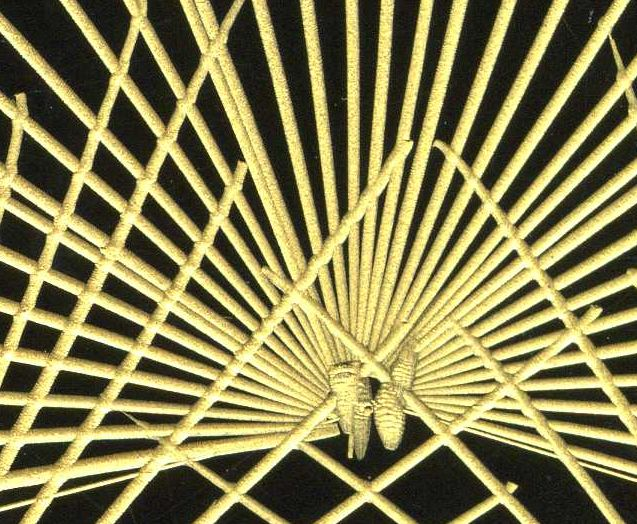
沈金（拡大画像）。黒漆の線刻部分に、金粉をすり込んで松葉を描いている。
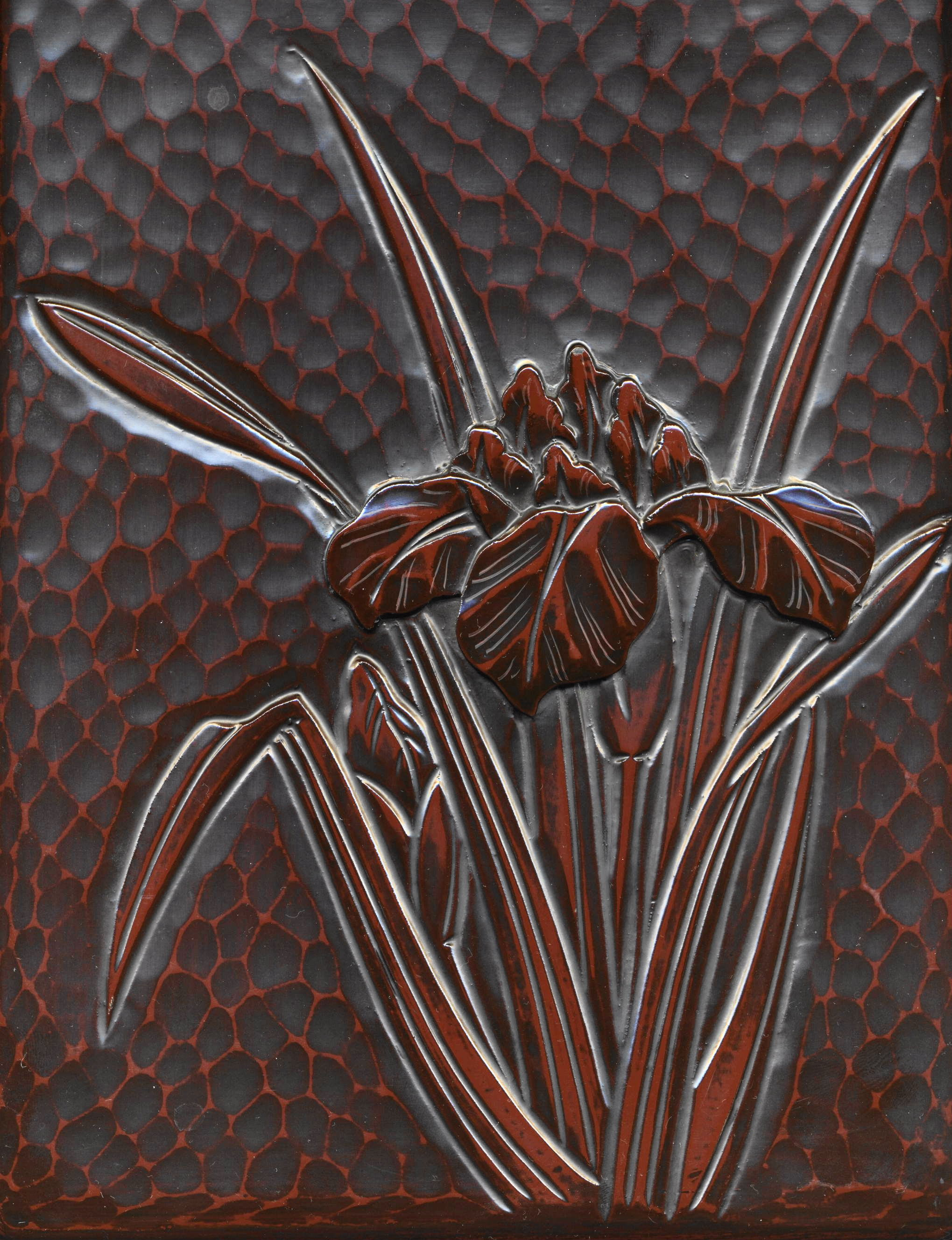
漆器の文箱に、鎌倉彫の技法で描かれた菖蒲。
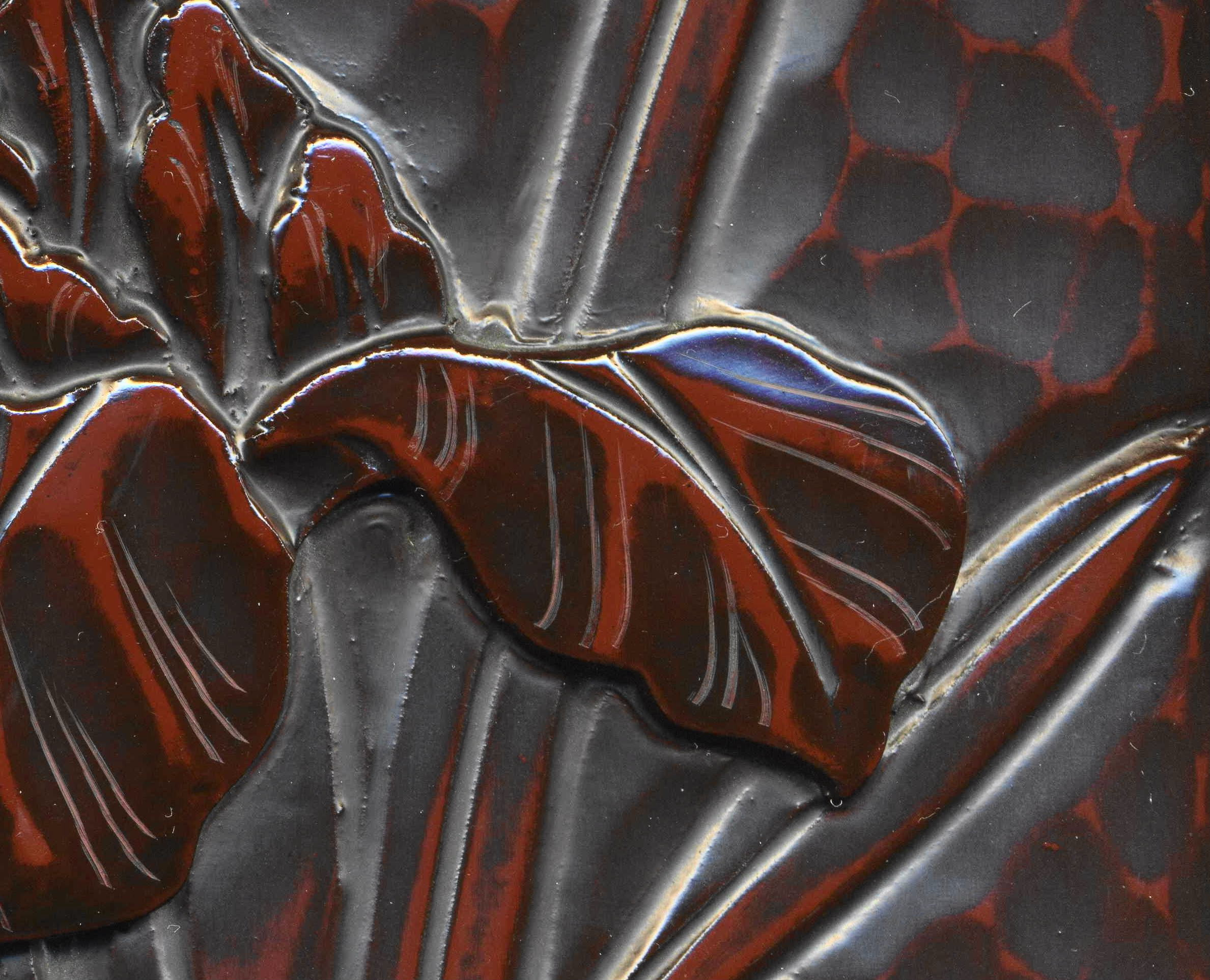
鎌倉彫（拡大画像）。木彫りの上に多色の漆を塗り重ねて、磨いている。

## 漆器の生産地

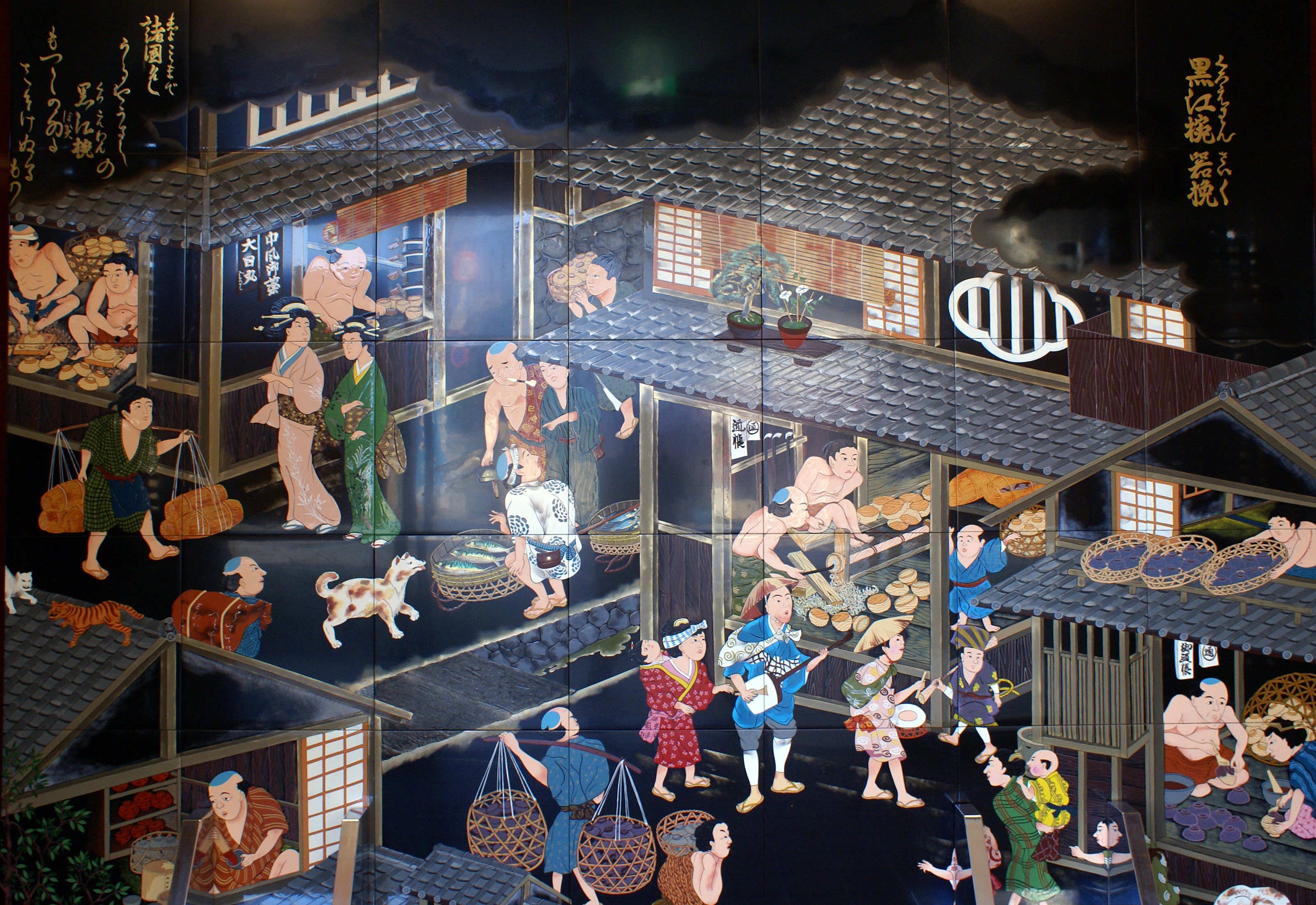
漆器製作の様子を描いた浮世絵の陶板画（黒江漆器椀）

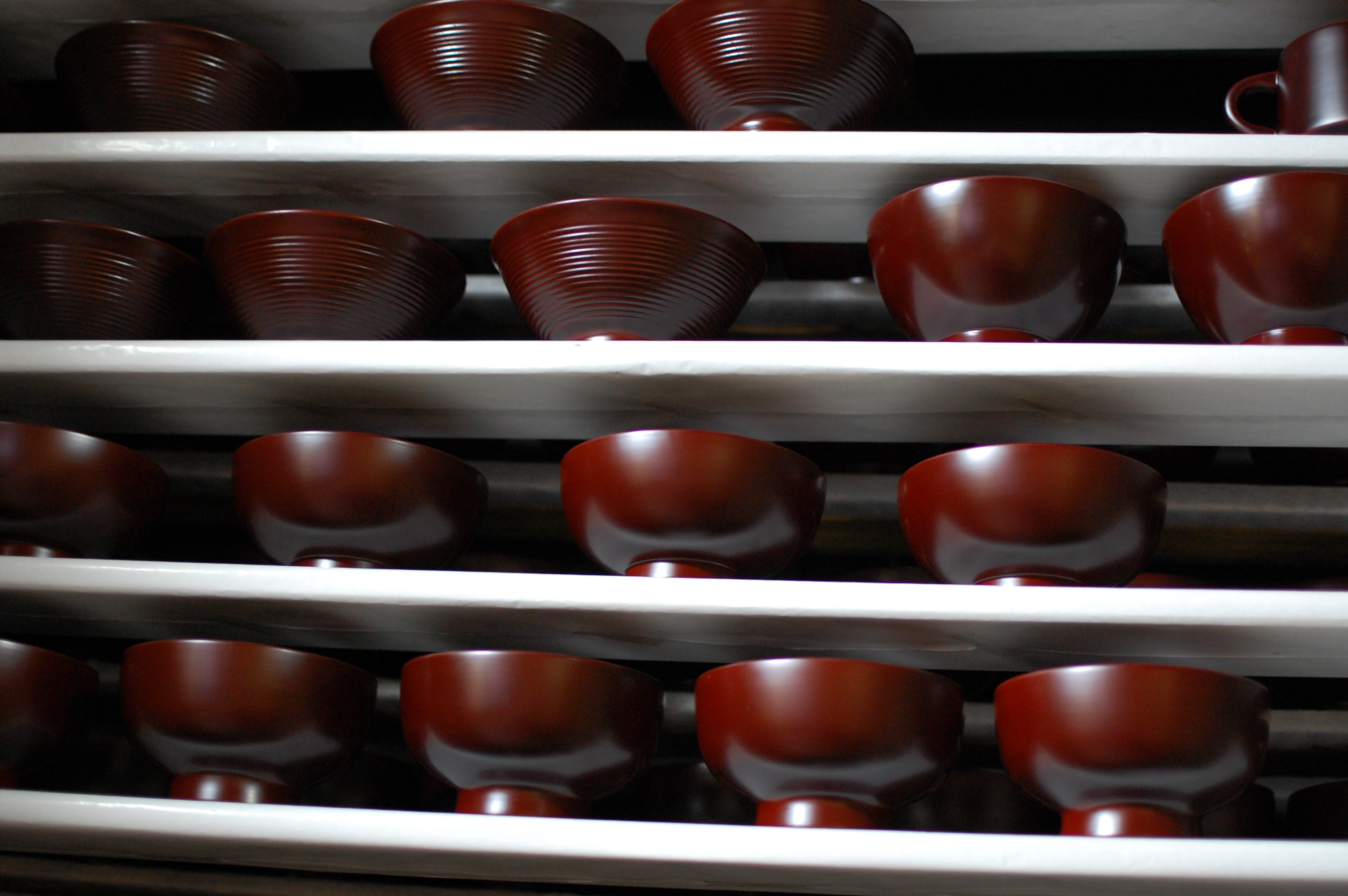
漆器の乾燥作業中の様子

- 青森県
  - 津軽塗
- 秋田県
  - 能代春慶
  - 川連漆器
- 岩手県
  - 秀衡塗
  - 浄法寺塗
  - 正法寺塗
- 宮城県
  - 鳴子漆器
  - 仙台堆朱
- 新潟県
  - 村上木彫堆朱
  - 新潟漆器
- 福島県
  - 会津漆器
- 茨城県
  - 粟野春慶
- 栃木県
  - 日光彫
- 東京都
  - 江戸漆器
  - 和賀江塗
- 神奈川県
  - 芝山漆器
  - 鎌倉彫
  - 小田原漆器
- 静岡県
  - 静岡漆器
- 長野県
  - 木曽漆器
- 岐阜県
  - 飛騨春慶
- 愛知県
  - 名古屋漆器
- 石川県
  - 輪島塗
  - 金沢漆器
  - 山中漆器
- 富山県
  - 高岡漆器
  - 城端塗
- 福井県
  - 越前漆器
  - 若狭塗
- 三重県
  - 伊勢春慶
- 滋賀県
  - 日野椀
- 京都府
  - 京漆器
- 奈良県
  - 奈良漆器
- 和歌山県
  - 紀州漆器（根来塗、黒江漆器）
- 岡山県
  - 郷原漆器
- 広島県
  - 一国斎高盛絵
- 島根県
  - 八雲塗
- 山口県
  - 大内塗
- 香川県
  - 香川漆器
- 愛媛県
  - 桜井漆器 (今治市)
- 福岡県
  - 久留米籃胎漆器
- 長崎県
  - 長崎漆器
- 宮崎県
  - 宮崎漆器
- 沖縄県
  - 琉球漆器

## 原材料としての漆の生産地
ウルシの木から樹液をとることを「漆掻き」「漆を掻く」という。長年、そのコストの安さから漆の大半は中国から輸入されてきており、日本国産の漆の生産量は年々減少し、2013年時点で約1トンほどでしかなく、下塗りに中国産の漆を使い、仕上げの上塗りにだけ上質の日本産の漆を使っている状態である。このように国産の漆が存亡の危機に瀕していたので、2015年に文化庁は状況を少しでも改善すべく、国宝・重要文化財の修復にあたっては完全国産の漆を使うのが望ましいという通達を出した。2016年時点の日本の漆の消費量は44トンで、9割以上は一般の漆器用で、残りの2.2トンが文化財修復に必要な量であったが、その時点で国産漆の生産量は1.4トンほどでしかなかった。長年、最大の生産地は岩手県二戸市浄法寺町であり、この地の職人により採取された漆は浄法寺漆と呼ばれていたが、平成期には職人は20名ほどしかいなくなっていた。そこで二戸市は2016年から総務省が推進する「地域おこし協力隊」事業を利用して職人の雇用を推進し、将来的に職人を40名、生産量を2トン程度まで増やす計画である。

## 漆に関する雑学

### 世界における日本語由来の漆関係用語
日本の漆器は中世から欧州で高名であり、日本国内でもよく研究が行われていたので、日本と日本語に由来する世界共通の漆用語が複数ある。例えばウルシの木に含まれている物質「ウルシオール」（Urushiol）は、1906年に三山喜三郎が「漆」から命名した言葉が世界化したものである。また、17世紀の欧州において、日本を代表とするアジア漆器を模倣するために開発された技法を「ジャパニング」と呼ぶ。さらにメキシコでは、メキシカンスパニッシュでメキシコの漆器のことを「Maque」というが、これは日本語の蒔絵（まきえ）が語源である。南蛮貿易を通じてマニラ・ガレオン船でメキシコに日本の漆器が輸入されていたことが起源である。

### 「japan」の呼称
英語圏ではしばしば、中国の陶磁器だけでなく磁器全般を「china」（チャイナ）と表記することがあるように、日本の漆器だけでなく漆器全般を「japan」と表記することがある。しかし欧州ではジャパニングの技法で作られた摸倣品を「japan」と呼んでいた経緯があるため、日本の漆器を「japan」と表記するのは誤りという意見がある（ラッカー#ジャパニング、デコパージュも参照）。

### うるしの日
京都嵐山法輪寺で木地師の祖ともされる惟喬親王が漆や漆器の製法を祈願し成就した11月13日は「うるしの日」とされている。